# Męcikał
Męcikał is een dorp in de Poolse gemeente Brusy in het district Powiat Chojnicki, in het noorden van Polen. Het ligt ongeveer 9 kilometer ten zuiden van Brusy. Het dorp heeft een inwoneraantal van 389. Ook beschikt Męcikał over een spoorwegstation; Station Męcikał.